# تانگا-پلا
تانگا-پله شهری در شهرستان سابسه در استان بام در بورکینافاسوی شمالی است و جمعیت آن ۳۴۱ نفر است.